# Ascoidea hylecoeti
Alloascoidea hylecoeti (tidigare Ascoidea hylecoeti) är en svampart som beskrevs av Kurtzman & Robnett 2013. Alloascoidea hylecoeti ingår i släktet Alloascoidea och familjen Ascoideaceae.  Arten är reproducerande i Sverige. Inga underarter finns listade i Catalogue of Life.